# 卢多维奇·马格宁
卢多维奇·马格宁（Ludovic Magnin，1979年4月20日—），瑞士足球運動員，擔任左閘，2010年冬季轉會窗重返瑞士加盟蘇黎世，亦是瑞士國家足球隊的主力。麥連的罰球技術不俗，經常擔任主罰者。
2008年2月4日，麥連與史特加續約至2010年。
自2000年入選國家隊至今，麥連共代表瑞士53次，曾參加2004年歐洲國家盃、2006年世界盃和2008年歐洲國家盃。他在2008年歐洲國家盃中接替受傷的阿歷山大·費爾擔任隊長。
著名足球評述人黃興桂對他冠以假洛賓的稱號。

## 榮譽
雲達不來梅
- 德國甲組聯賽冠軍：2003-04賽季
- 德國足協杯：2004年

史特加
- 德國甲組聯賽冠軍：2006-07賽季

## 外部連結
- fussballdaten.de 麥連職業數據 （页面存档备份，存于）（德文）